# Jule Schiefer
Jule Schiefer (* 12. September 2001 in München) ist eine deutsche Eishockeyspielerin, die seit Juni 2023 beim ECDC Memmingen in der Fraueneishockey-Bundesliga spielt.

## Karriere
Jule Schiefer wuchs im Münchner Stadtteil Trudering auf und spielte im Nachwuchs des EHC München. In der Saison 2015/16 spielte sie parallel für die Frauenmannschaft des VfR Angerlohe in der zweitklassigen Landesliga Bayern sowie für die U16-Junioren des ERSC Ottobrunn. Zudem erhielt sie Einsätze in der U15-Frauen-Nationalmannschaft.
Im Sommer 2016 nahm sie an einem Eishockey-Trainingslager im kanadischen Banff teil und wurde überzeugt, dort zu bleiben und in der kanadischen Highschool-Liga zu spielen. Letztlich blieb Schiefer drei Jahre in Banff und fand dort ausgezeichnete Trainingsbedingungen vor. 2019 wurde sie zudem für die U18-Frauen-Nationalmannschaft nominiert, mit der sie an der U18-Weltmeisterschaft teilnahm. Anschließend wechselte sie in das US-amerikanische Prep-School-System und spielte für die Bishop Kearney Selects.
Im Sommer 2020 entschied sich Schiefer für eine Rückkehr nach Deutschland und wurde vom ERC Ingolstadt verpflichtet, mit dem sie 2022 die deutsche Meisterschaft gewann. Dabei war sie mit 7 Toren, 5 Torvorlagen und 12 Scorerpunkten Playoff-Topscorerin der Liga. 2023 folgte der Gewinn des DEB-Pokals der Frauen mit dem ERC Ingolstadt. Im Juni 2023 verließ sie den ERC und wechselte innerhalb der Liga zum ECDC Memmingen. Mit dem ECDC Memmingen gewann Schiefer in der Saison 2023/2024 den EWHL Super Cup und die deutsche Meisterschaft, in deren Hauptrunde sie mit 42 Punkten eine der Top-3-Scorerinnen war. In der Saison 2023/2024 folgte eine weitere deutsche Meisterschaft mit dem ECDC Memmingen.
Während der Saison 2020/21 debütierte Schiefer für das Frauen-Nationalteam und kam erstmals 2021 bei einer Weltmeisterschaft zum Einsatz. Weitere Teilnahmen an Weltmeisterschaften folgten 2022, 2023, 2024 und 2025.
Im November 2024 gewann Schiefer mit der Frauen Nationalmannschaft den Deutschland-Cup in Landshut, im Februar 2025 folgte die Qualifikation für die Olympischen Spiele 2026 in Mailand.
Schiefer ist Sportsoldatin und studiert parallel in München Psychologie.

## Erfolge und Auszeichnungen
- 2022 Deutsche Meisterin mit dem ERC Ingolstadt
- 2022 Playoff-Topscorerin der DFEL (11 Punkte)
- 2023 Gewinn des DEB-Pokals mit dem ERC Ingolstadt
- 2023 Gewinn des EWHL Super Cups mit dem ECDC Memmingen
- 2024 Deutsche Meisterin mit dem ECDC Memmingen
- 2024 Qualifikation für Olympia 2026 mit der deutschen Nationalmannschaft
- 2025 Gewinn des Deutschland Cups mit der deutschen Nationalmannschaft
- 2025 Deutsche Meisterin mit dem ECDC Memmingen

## Karrierestatistik
(Legende zur Spielerstatistik: Sp oder GP = absolvierte Spiele; T oder G = erzielte Tore; V oder A = erzielte Assists; Pkt oder Pts = erzielte Scorerpunkte; SM oder PIM = erhaltene Strafminuten; +/− = Plus/Minus-Bilanz; PP = erzielte Überzahltore; SH = erzielte Unterzahltore; GW = erzielte Siegtore; 1 Play-downs/Relegation; Kursiv: Statistik nicht vollständig)